# Riksväg 12, Estland
Riksväg 12 är en sekundär riksväg i Estland. Vägen är 36 kilometer lång och går mellan småköpingen Kose och byn Jägala i landskapet Harjumaa.
Vägen ansluter till:
- Riksväg 2/Europaväg 263 (vid Kose)
- Riksväg 14 (i Kose)
- Riksväg 13 (vid Jägala)